# Diocesi di Sora (Paflagonia)
La diocesi di Sora (in latino: Dioecesis Sorana) è una sede soppressa del patriarcato di Costantinopoli e una sede titolare della Chiesa cattolica.

## Storia
Sora, identificabile con Zora, 14 km a sud-ovest di Safranbolu, nell'odierna Turchia, è un'antica sede vescovile della provincia romana della Paflagonia nella diocesi civile del Ponto. Faceva parte del patriarcato di Costantinopoli ed era suffraganea dell'arcidiocesi di Gangra. La sede è documentata nelle Notitiae Episcopatuum del patriarcato fino al XII secolo.
Diversi sono i vescovi documentati di questa antica sede episcopale bizantina. Teodoro prese parte al concilio di Calcedonia del 451. Olimpio sottoscrisse nel 458 la lettera dei vescovi della Paflagonia all'imperatore Leone dopo l'uccisione di Proterio di Alessandria. Giovanni intervenne al concilio in Trullo nel 692. Teofane assistette al secondo concilio di Nicea nel 787. Foca partecipò al concilio dell'869-870 che condannò il patriarca Fozio di Costantinopoli, mentre Costantino fu presente a quello che dieci anni dopo lo riabilitò. La sigillografia infine ha restituito i nomi di due vescovi, Simeone e Leonzio, vissuti fra X e XI secolo.
Dal XIX secolo Sora è annoverata tra le sedi vescovili titolari della Chiesa cattolica; la sede è vacante dal 14 giugno 1967. Il suo ultimo titolare è stato Alonso Manuel Escalante, vicario apostolico di Pando in Bolivia.

## Cronotassi

### Vescovi greci
- Teodoro † (menzionato nel 451)
- Olimpio † (menzionato nel 458)
- Giovanni † (menzionato nel 692)
- Teofane † (menzionato nel 787)
- Foca † (menzionato nell'869)
- Costantino † (menzionato nell'879)
- Simeone † (circa X secolo)
- Leonzio † (circa X-XI secolo)

### Vescovi titolari
- John Baptist Pitaval † (14 maggio 1902 - 1º febbraio 1909 nominato arcivescovo di Santa Fe)
- Antonio del Carmen Monestel Zamora † (23 febbraio 1915 - 10 marzo 1921 nominato vescovo di Alajuela)
- Daniel Champavier † (21 novembre 1921 - 19 gennaio 1923 nominato vescovo di Marsiglia)
- Josef Carl Maria Deitmer † (3 marzo 1923 - 15 gennaio 1929 deceduto)
- William Finnemann, S.V.D. † (8 febbraio 1929 - 26 ottobre 1942 deceduto)
- Alonso Manuel Escalante, M.M. † (13 gennaio 1943 - 14 giugno 1967 deceduto)